# Konrad Mautner
Konrad Mautner (* 23. Februar 1880 in Wien; † 15. Mai 1924 ebenda) eigentlich Conrad David Mautner war ein österreichischer Volkstumsforscher.

## Leben
Konrad Mautner war der zweite Sohn des Textil-Großindustriellen Isidor Mautner. Seine Schulausbildung erfolgte auf Grund seines schlechten Gesundheitszustandes überwiegend durch einen Hauslehrer. Obwohl ihn sein Vater auf Dienstreisen nach Paris und Rosenberg mitnahm, zeigte Konrad  wenig Interesse für die Unternehmen seines Vaters. 1900 wurde er für ein Jahr in die Vereinigten Staaten geschickt, um in der dortige Textilindustrie Erfahrungen zu sammeln, allerdings verstärkten Konrads dortige Beobachtungen nur seine Skepsis gegenüber der Industriegesellschaft. Dennoch wurde er von seinem Vater in mehreren Verwaltungsräten seines Textilkonzerns untergebracht und 1915 zum Vorstandsmitglied der Deutschen Textilwerke Mautner AG in Plauen ernannt, ohne allerdings diese Funktion wirklich auszuüben, denn zur selben Zeit verbrachte er seinen Kriegsdienst in der musikhistorischen Zentrale des k.u.k. Kriegsministeriums in Wien. Er war dort mit der Sammlung von Soldatenliedern betraut. 1921 zog sich Konrad Mautner endgültig von allen Posten im väterlichen Unternehmen zurück.
Konrad Mautners wahre Leidenschaft galt der Volkskultur des Ausseerlandes, wo er mit seinen Eltern und Geschwistern seit früher Kindheit alljährlich die Sommerfrische verbracht und enge Freundschaften mit Einheimischen geschlossen hatte. Er verlegte nach der Eheschließung mit seiner Cousine Anna Neumann im Jahre 1909 seinen Lebensmittelpunkt an den Grundlsee. Aus der Ehe gingen fünf Kinder hervor, wovon eines schon als Kleinkind starb. 1919 konvertierte Konrad Mautner gemeinsam mit seiner Ehefrau Anna Mautner zum Protestantismus.
Konrad Mautner sammelte alte Trachten, gründete 1909 einen Trachtenverein, organisierte Trachtenfeste und veröffentlichte zahlreiche Studien zum Brauchtum und Liedgut des Ausseer Landes. Als eine bibliographische Kostbarkeit gilt heute Konrad Mautners 1910 verfasstes „Steyerisches Raspelwerk. Lieder, Vierzeiler und Gasselreime aus Goeßl am Grundlsee“, dessen überaus aufwendige Herstellung von seinem Vater finanziert wurde. Ein noch umfangreicheres Projekt war das 1922 gemeinsam mit dem Volkstumsforscher Viktor Geramb begonnene „Steyrische Trachtenbuch“, das erst 1939 vollendet war. Konrad Mautner erlebte allerdings nur die Herausgabe des ersten Bandes, er starb am 15. Mai 1924. Er wurde am Pötzleinsdorfer Friedhof bestattet. Das Grab ist bereits aufgelassen. Am 6. August 2010 wurden Mautners sterbliche Überreste exhumiert und auf dem Ortsfriedhof Grundlsee wiederbestattet.

## Sonstiges

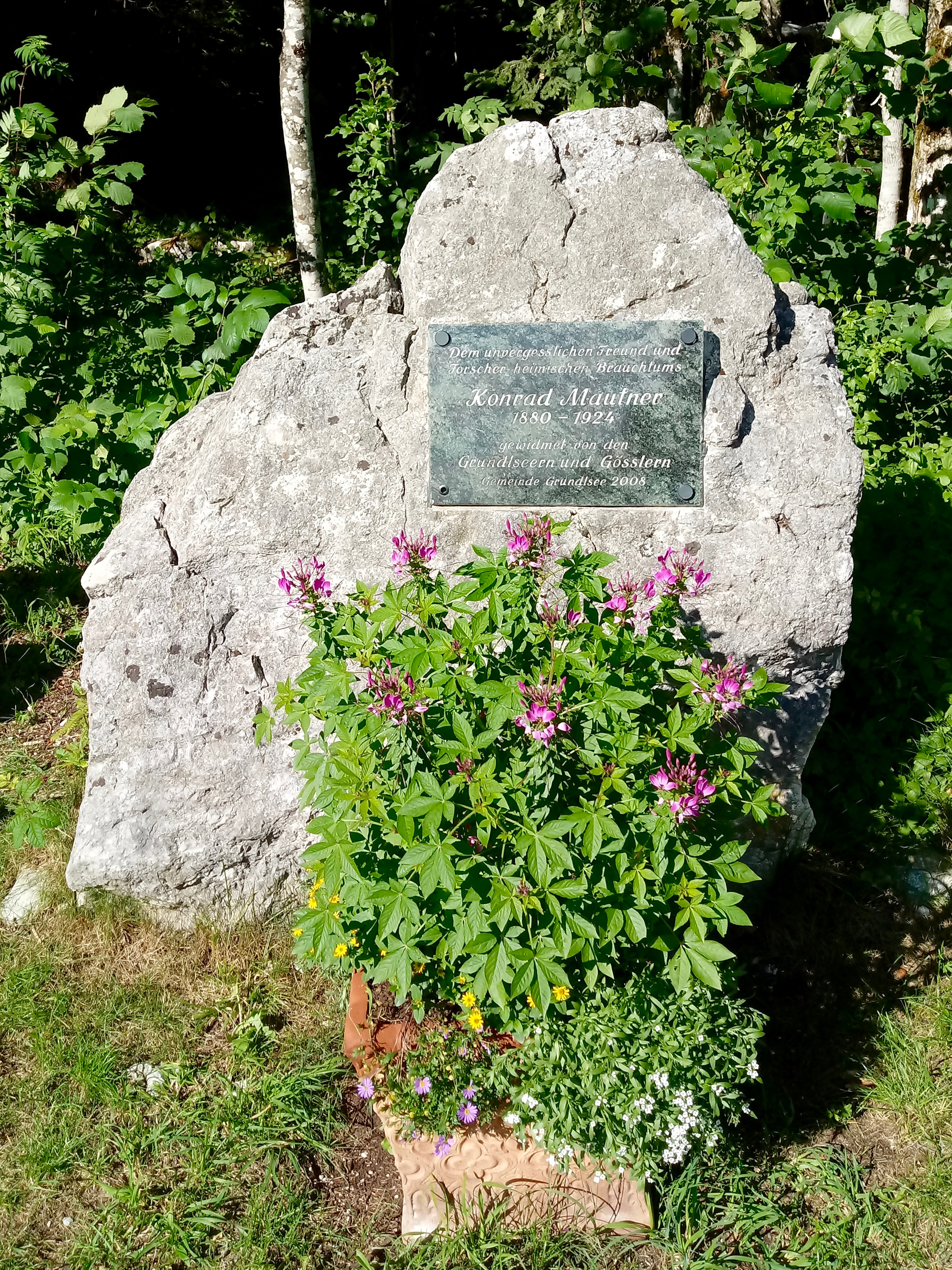
Gedenkstein für Konrad Mautner in Gössl (2019)
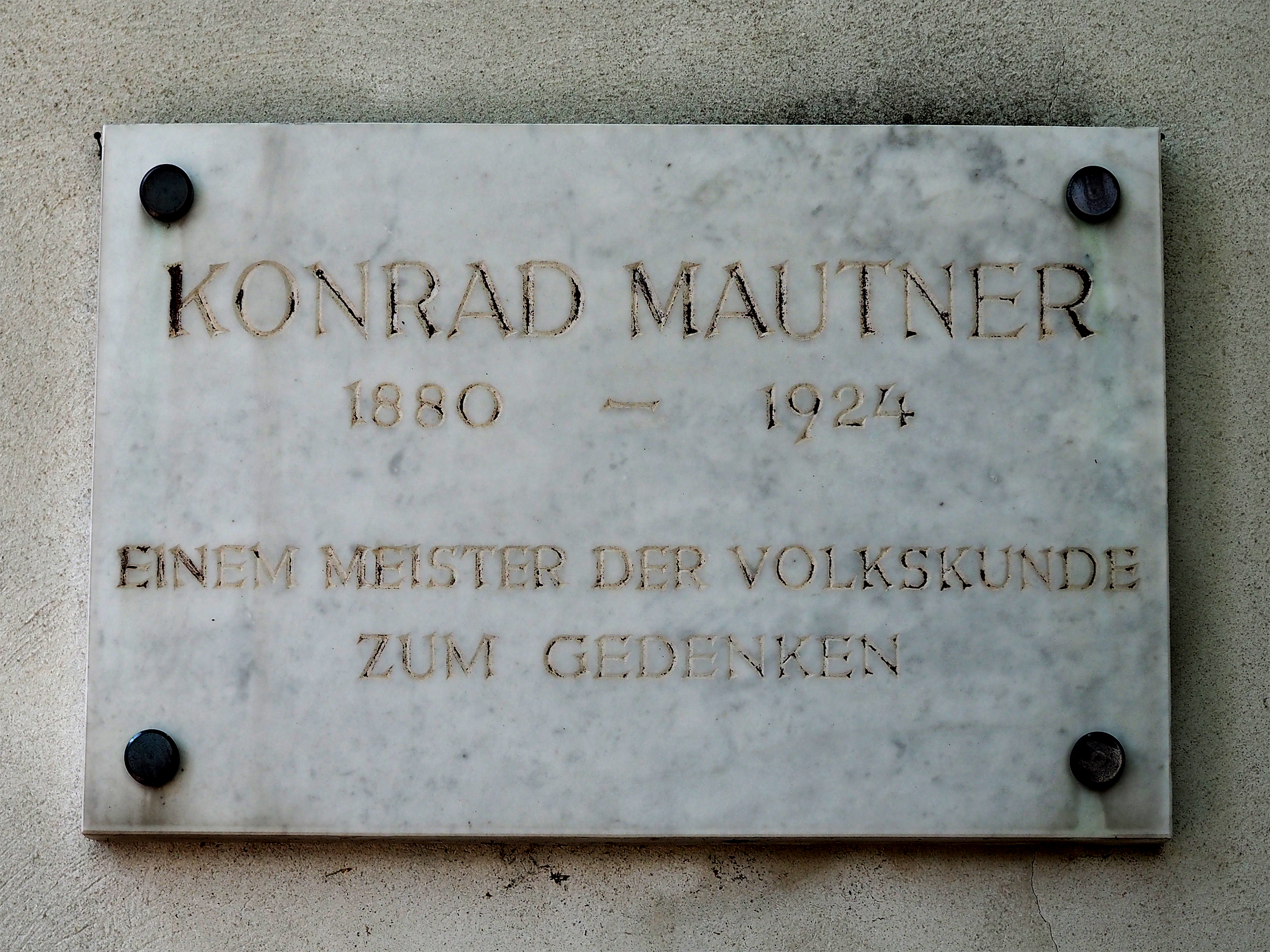
Gedenktafel für Konrad Mautner am Mautnerweg in Wien (2019)

Etwas mehr als ein Jahr nach seinem Tod wurde am 6. September 1925 in Gössl zu Ehren Konrad Mautners ein Gedenkstein eingeweiht, der 1938 von den Nazis zerstört wurde. Seit 2008 erinnert wieder an der gleichen Stelle eine Gedenktafel an Konrad Mautner. Im Jahr 1993 wurde in Wien-Währing (18. Bezirk) der Mautnerweg nach Konrad Mautner benannt; auch dort befindet sich eine Gedenktafel. Von Gößl aus führt die Wanderroute Konrad-Mautner-Weg zum Toplitzsee.
Die österreichische Unternehmerin Gexi Tostmann initiierte mit ihrer Tochter Anna den Konrad-Mautner-Preis, der seit 2006 alle zwei Jahre an so genannte „Botschafter der Tracht“ verliehen wird.

## Publikationen
- Unterhaltungen der Gößler Holzknechte, 1909, in: Zeitschrift für österreichische Volkskunde, XV. Jahrgang 1909, Wien, S. 161–169
- Das Steyerische Raspelwerk, 1910, Stähelin und Lauenstein, Wien
- Alte Lieder und Weisen aus dem Steyermärkischen Salzkammergute, 1919, Leuschner & Lubensky, Graz
- Alpenlieder aus Deutsch-Österreich, 1919, Lyra-Verlag, Leipzig, mit Wilhelm Kienzl und Viktor Zack
- Lob- und Ehren-Spruch von der großen Nutzbarkeit des Edlen und uralten Stahl- und Eisen-Bergwercks-Kleinods in dem berühmten Mark Eisenerzt des Landes Steyr gelegen, item Der gemeine alte Eisenerztische Berck-Reimen auf eine löbl. Innerbergische Haubtgewerckschafft [...] neu an Tag geben, mit einer Transscription der alten Noten-Aufzeichnung, einer Contrafactur des landsfürstlichen Markts Eisenerzt versehen, und um einige alte Bergmannsbilder, sowie etliche Anmerkungen vermehret durch Konrad Mautner, Graz 1919, Leuschner & Lubensky
- Das Traismaurer Krippenspiel, 1920, Stähelin und Lauenstein, Wien, mit Zeichnungen von Konrad Mautner
- Steirisches Trachtenbuch, 1939, Leuschner & Lubensky, Graz, nach Mautners Tod von Viktor von Geramb fertiggestellt[5]
- Unter dem Pseudonym Adam Konturner seit 1918 Mitherausgeber von: „Alte Lieder fürs Landvolk“, Stähelin und Lauenstein, Wien